# Knibning (plantedyrkning)
 For alternative betydninger, se Knibning. (Se også artikler, som begynder med Knibning)
Knibning er en beskæringsmetode, der bruges på urteagtige planter, eller på de urteagtige dele af træagtige planter (ofte étårsskuddet). Metoden kaldes "knibning", fordi den tidligere har været udført ved hjælp af fingrene. 
Selv om man stadig bruger fingrene lejlighedsvis, vil man ofte foretrække at bruge et værktøj, en saks eller en kniv, til arbejdet. Dels er det hurtigere, og dels undgår man problemer med arbejdsmiljøet. Mange planter indeholder nemlig stoffer, som er ætsende eller eksemfremkaldende, og det giver problemer, når man kniber samme art i timevis.